# Calypso (måne)
 For alternative betydninger, se Calypso. (Se også artikler, som begynder med Calypso)
Calypso er en af planeten Saturns måner: Den blev opdaget 13. marts 1980 af astronomerne Pascu, Seidelmann, Baum og Currie under observarioner fra jordbaserede observatorier. Lige efter opdagelsen fik den den midlertidige betegnelse 1980 S 25, men i 1983 besluttede den Internationale Astronomiske Union at opkalde månen efter nymfen Calypso fra den græske mytologi. Der ud over har månen også betegnelsen Saturn XIV (XIV er romertallet for 14).
Calypso deler omløbsbane med Tethys på den måde, at Calypso befinder sig i Lagrange-punktet L5 i Saturn-Tethys-systemet; til enhver tid 60 grader "bagefter" Tethys. I L4-punktet i samme system, 60 grader foran Tethys, findes månen Telesto.
Saturn-månen Calypso må ikke forveksles med småplaneten 53 Kalypso